# ذو الجوشن
ذو الجوشن شرحبيل بن الأعور بن عمرو بن معاوية بن كلاب الضّبابي (نحو 40 ق هـ - 50 هـ / 585 - 670م): صحابي، رئيس قومه، ومن زعماء بنو عامر بن صعصعة. لقى النبي ﷺ في المدينة سنة 2 هـ وأهدى له فرسه الْقَرْحَاءِ وهو يومئذ مشرك، فابی الرسول أن يقبله، وأهداه النبي مقابل ذلك تمر عجوة. ولما كان فتح مكة قدم ذو الجوشن مسلما على النبي ﷺ، وفي ذلك قال محمد بن سعد البغدادي: «قدم على رسول الله ﷺ الحصين بن المعلى بن ربيعة بن عقيل، وذو الجوشن الضبابي، فأسلما».ثم وفد مرة أخرى على رأس قومه بنو الضباب في سنة 9 هـ، قال اليعقوبي: «وقدمت عليه وفود العرب، و لكل قبيلة رئيس يتقدمهم. فقدمت...الضباب ورئيسها ذو الجوشن».وكان ذو الجوشن شاعرا محسنا، وفارساً مقاتلا، قال عنه النبي ﷺ: «إنه من خير فرسان بني عامر».
ولما كانت فتوح العراق، شارك فيها أيام دولة أبي بكر الصديق، وكان مع خالد بن الوليد عندما قدم الحيرة.وذكره محمد بن سعد البغدادي فيمن نزل الكوفة من الصحابة،وهو والي جرجان آخر خلافة عثمان بن عفان. توفى ذو الجوشن في الكوفة وهو ابن بضع وثمانين سنة، وأدركه ابن أبي السفر،وأبو إسحاق السبيعي وحدثا عنه،وقال أبو إسحاق: «ذو الجوشن اسمه شرحبيل، وإنما سمي ذو الجوشن من أجل أن صدره کان ناتئا».
وفي الجاهلية شهد ذو الجوشن يوم فيف الريح سنة 610م الموافق 13 قبل الهجرة النبوية وهو عام المبعث النبوي، وله شعر يومها في رثاء أخيه الصّميل بن الأعور، الذي قتلته خثعم في موضع يقال له: كود أثال. وكان لذو الجوشن ضرية، وهو مورد للمياه مشهور في الجاهلية.وهو والد شمر بن ذي الجوشن من أصحاب علي بن أبي طالب وقاتل معه في حروبه،وهو الذي شهد قتل الحسين بن علي. وله عقب في الأندلس، واشتهر منهم حفيده الصميل بن حاتم بن شمر بن ذي الجوشن.

## سيرته وحياته

### النسب
- هو شرَحبيل بن الأعور - واسم الأعور نوفل - بن عمرو بن معاوية الضباب بن كلاب بن ربيعة بن عامر بن صعصعة بن معاوية بن بكر بن هوازن بن عكرمة بن خصفة بن قيس عيلان.[19]أما الواقدي فزعم أن اسمه عثمان بن نوفل.[9]
- ابنه: شمر بن ذي الجوشن، من كبار قَتلة الحسين بن علي، كان في أول أمره من ذوي الرياسة في هوازن موصوفا بالشجاعة، وشهد يوم صفين مع علي. ثم أقام في الكوفة، يروى الحديث، إلى أن كانت وقعة كربلاء، فكان من قتلة الحسين. وأرسله عبيد الله بن زياد مع آخرين إلى يزيد بن معاوية في الشام، يحملون رأس الحسين. وقد سوّد بفعلته، صحيفة قومه وعائلته.

### حياته في الجاهلية
شهد ذو الجوشن يوم فيف الريح في الجاهلية وهو شاباً سنة 610م الموافق 13 قبل الهجرة النبوية، وهو يوم كان لمذحج وحلفاءها خثعم من اليمانية انتصروا فيه على بني عامر بن صعصعة. وقد وصف ذي الجوشن يومها خذلان قومه هوزان، وحسن بلاءه، وفي ذلك قال:
وقتل أخيه الصميل يومها، قتله أنس بن مدرك في موضع كود أثال.ونقل ابن عبد البر عن كتاب مقاتل الفرسان لمعمر بن المثنى، وقال: «وكان ذو الجوشن شاعراً محسناً، وله أشعار حسان يرثي بها أخاه الصميل بن الأعور، وكان قتله رجل من خثعم يقال له: أنس بن مدرك أبو سفيان في الجاهلية». وبعد انقضاء الحرب، هاجم ذي الجوشن بقومه الضباب حي أكلب من خثعم، وأغار علي منازل قاتل أخيه، ودمرها، وشبه ذلك بأن أصبحت وكأنها بيوت طسم خرابا، وفي ذلك يقول:
وقال ابن عبد البر: «وهي أكثر من هذه الأبيات، تركتُ ذكْرَها لما فيها من الفخر بالجاهليّة».
كان ذو الجوشن يسكن عالية نجد في أقصى شمال بلاد هوزان آنذاك، واستقر في ضرية، وهي اليوم مدينة كبرى تسمى محافظة ضرية على مسافة ثلاثمائة كيلو متر شرق المدينة المنورة، ونزلها ذو الجوشن وكان عياله في فاقة وجوع، فحفر بها بئراً وكان يدعي الله، فنبضت ماء، فأستقر فيها، فنسبة له، وفي ذلك يقول:

### حياته في الإسلام
لما بلغ ذو الجوشن انتصار الأنصار على قريش يوم بدر، قدم على النبي محمد ﷺ في شوال سنة 2 هـ، وبلاد ذو الجوشن ضرية في عالية نجد شرق المدينة المنورة، وليست عنها بعيدة، فأتى المدينة متعقباً خبر هزيمة قريش الذائع في الأنحاء، فلما قدم المدينة تأكد من الخبر، والتقى بالنبي ﷺ، وأهداه فرس له كان يمتطيها في قدومه، تسمى ابن القرحاء، وهي فرس من نسل القرحاء فرسه المشهورة في الجاهلية، وفي ذلك يروي ذو الجوشن قائلاً: «أَتَيْتُ النَّبِيَّ ﷺ بَعْدَ أَنْ فَرَغَ مِنْ أَهْلِ بَدْرٍ بِابْنِ فَرَسٍ لِي ، يُقَالُ لَهَا الْقَرْحَاءُ فَقُلْتُ : يَا مُحَمَّدُ إِنِّي قَدْ جِئْتُكَ بِابْنِ الْقَرْحَاءِ لِتَتَّخِذَهُ»، فرفض النبي قبول الهدية، وكان ذو الجوشن مشركاً ولم يسلم بعد، ورد عليه النبي قائلاً:«لَا حَاجَةَ لِي فِيهِ، وَإِنْ شِئْتَ أَنْ أَقِيضَكَ بِهِ الْمُخْتَارَةَ مِنْ دُرُوعِ بَدْرٍ، فَعَلْتُ»، فظن ذو الجوشن أن النبي يعتقد أنه طامعاً في غنائم بدر، فقال: «مَا كُنْتُ أَقِيضُهُ الْيَوْمَ بِغُرَّةٍ! قَالَ النبي: فَلَا حَاجَةَ لِي فِيهِ».
فدعاه النبي إلى الاسلام، وقال له: «يَا ذَا الْجَوْشَنِ، أَلَا تُسْلِمُ، فَتَكُونَ مِنْ أَوَّلِ أَهْلِ هَذَا الْأَمْرِ؟»، فامتنع ذو الجوشن، وأبلغ النبي أنه سمع بمصرع قريش في بدر، فقدم المدينة، وقال للنبي أن غلبت قريشا في مكة، أسلمت. وفي ذلك يروي: «قُلْتُ: إِنِّي رَأَيْتُ قَوْمَكَ وَلِعُوا بِكَ، قَالَ النبي: " فَكَيْفَ بَلَغَكَ عَنْ مَصَارِعِهِمْ بِبَدْرٍ؟! "، قُلْتُ : قَدْ بَلَغَنِي، قَالَ: " فَإِنَّا نُهْدِي لَكَ "، قُلْتُ: إِنْ تَغْلِبْ عَلَى الْكَعْبَةِ وَتَقْطُنْهَا، قَالَ: " لَعَلَّكَ إِنْ عِشْتَ تَرَى ذَلِكَ "». ثم دعاء النبي بلال بن رباح أن يأتيه بعجوة تمر وأهداها لذو الجوشن، ولما أقفى قال هذا فارس قومه، وفي ذلك يروي ذو الجوشن قائلا:«قَالَ النبي: " يَا بِلَالُ خُذْ حَقِيبَةَ الرَّجُلِ ، فَزَوِّدْهُ مِنَ الْعَجْوَةِ " فَلَمَّا أَدْبَرْتُ ، قَالَ : " أَمَا إِنَّهُ مِنْ خَيْرِ فُرْسَانِ بَنِي عَامِرٍ "». وعاد ذو الجوشن إلى بلاد قومه.
ولما كان فتح مكة، كان ذو الجوشن عند زوجته في غور سراة هوزان من تهامة ناحية يلملم على بعد يوم من مكة، فبلغه توجه النبي ﷺ إلى مكة، وفتحها، فأسف إن لم يكن من أهل سابقة الإسلام، وفي ذلك يروي قائلا: «فَوَاللَّهِ إِنِّي بِأَهْلِي بِالْغَوْرِ إِذْ أَقْبَلَ رَاكِبٌ، فَقُلْتُ: مَا فَعَلَ النَّاسُ ؟ قَالَ: وَاللَّهِ قَدْ غَلَبَ مُحَمَّدٌ عَلَى الْكَعْبَةِ وَقَطَنَهَا، فَقُلْتُ: هَبِلَتْنِي أُمِّي، وَلَوْ أُسْلِمُ يَوْمَئِذٍ». فسارع وافداً إلى النبي ﷺ في مكة المكرمة، ومعه من بلغه الخبر وهو حصين بن المعلى، وفي ذلك روى محمد بن سعد البغدادي: «وقدم على رسول الله ﷺ الحصين بن المعلى بن ربيعة بن عقيل، وذو الجوشن الضبابي، فأسلما».وعاد إلى بلاد قومه الضباب مسلماً، وجمعهم، وقدم مرة أخرى إلى النبي في المدينة المنورة سنة 9 هـ، وفي ذلك قال اليعقوبي: «وقدمت عليه وفود العرب، و لكل قبيلة رئيس يتقدمهم. فقدمت... الضباب ورئيسها ذو الجوشن»،

## وفاته
نزل ذو الجوشن العراق أيام أبي بكر الصديق، وسكن الكوفة لما أسست في خلافة عمر بن الخطاب، وذكره محمد بن سعد البغدادي فيمن نزل الكوفة من الصحابة.وتوفى فيها ما بين سنة 45 هـ و50 هـ، وعمر طويلاً إلى أن بلغ بضع وثمانين سنة إلى تسعين عاماً، وأدركه أبو إسحاق السبيعي وحدث عنه.